# 海格·弗勒塞特
海格·弗勒塞特（挪威語：Hege Frøseth，1969年12月20日—），生于特隆赫姆，挪威女子手球运动员。她曾代表挪威国家队参加1992年夏季奥林匹克运动会手球比赛，获得一枚银牌。